# Cifea
La CIFEA, acronyme de Communauté d'intérêt pour la formation élémentaire des adultes, est un dispositif de formation de base pour adultes situé à Lausanne (en Suisse), financé par la commune depuis 1995 sur la base du préavis communal 1994/69. Ces cours sont financés à hauteur de plusieurs millions de francs suisse par année et sont gratuits pour les Lausannois à certaines conditions.

## Objectifs
Le CIFEA a été créée en 1995 et vise l'accès à la formation de base pour les adultes lausannois en situation de précarité sociale et/ou économique qui souhaitent améliorer leurs compétences de base, pour leur permettre de mieux pouvoir faire face aux changements et aux nouvelles exigences de la vie quotidienne et professionnelle. Elle permet ainsi à de nombreux adultes de se mettre ou remettre dans une démarche de formation et donc d'apprentissage, pour acquérir des compétences nouvelles (par exemple parler et comprendre le français) ou réactiver des compétences acquises à l'école mais perdues avec le temps (comme par exemple la lecture et l'écriture),.

## Descriptif
La CIFEA propose à l'échelle d'une grande commune des formations de base couvrant plusieurs champs de compétences:
- la communication (langue française à l'oral et à l'écrit),
- le calcul (pour gérer son budget ou faire ses courses),
- l'informatique (pour profiter des nouvelles technologies de l'information et de la communication),
- et d'autres domaines plus spécifiques (comme la gestion administrative, la citoyenneté, apprendre à apprendre, ...)

En 2012, ce dispositif a permis plus de 2 000 inscriptions à des cours ou ateliers, pour environ 133 000 heures de formation. Ainsi, en moyenne, chaque inscrit a suivi environ 67 heures de cours sur l'année.
Les cours de la CIFEA sont fournis par les cinq institutions qui la composent, dont chacune a ses spécificités :
- Association Lire et Ecrire[8]
- CEFIL de la Fondation Le Relais[9]
- Centre Femmes de l'Association Appartenances[10]
- Corref[11]
- Français en Jeu (Section Lausanne)[12]